# Roig (revista)
Roig (en castellano, Rojo), es una publicación en lengua catalana publicada en Barcelona por la Joventut Socialista de Catalunya. Su ámbito territorial de difusión, en formato papel, es el territorio de Cataluña. En formato digital (PDF), está disponible en la página web oficial de la JSC.
Se caracteriza por ser un órgano de prensa de partido, en este caso perteneciente a la organización juvenil del movimiento socialista de Cataluña. Su línea editorial y tendencia es pues socialista, republicana, catalanista y federalista, pues se trata de una publicación portavoz de la JSC.
En el aspecto formal, Roig se caracteriza actualmente por estar editada en formato tabloide y contar con una periodicidad trimestral, ha optado por un tratamiento de la fotografía y de la infografía cercanos a las nuevas tendencias en la edición de prensa escrita, con un cuerpo de letra, tipografía y maquetación tendentes a la claridad y a la facilitación de una lectura cómoda. 

## Historia
Fundada en el año 1981, tres años más tarde del congreso de unidad socialista que dio lugar a la creación de la Joventut Socialista de Catalunya, la publicación Roig ha vivido todo tipo de vicisitudes ligadas a la evolución de la vida política y organizativa de la organización que la edita, y en determinados períodos ha desaparecido. En determinadas etapas ha sido sustituida por publicaciones tituladas La Veu del Carrer y A cop d'ull. No obstante, la cabecera Roig es considerada la cabecera histórica de la actual JSC, estableciéndose un cierto paralelismo con la cabecera Endavant, órgano de expresión del PSC (Partit dels Socialistes de Catalunya).
La publicación vivió su momento de máxima difusión y de consolidación a mediados y finales de los años ochenta, bajo la dirección del militante socialista Carles Martí, quien actualmente es el Primer Teniente de Alcalde de la ciudad de Barcelona.
Después de unos años de silencio, en el año 2007 la cabecera ha reaparecido en su quinta etapa totalmente renovada en su formato, y convertida en el único órgano portavoz de la JSC que se publica periódicamente a nivel nacional, complementando la tarea que realizan los diversos boletines publicados por las Federaciones y Agrupaciones de la JSC, entre los cuales se encuentra el veterano Districte Roig, publicado ininterrumpidamente durante 15 años por la JSC-L'Eixample, o el igualmente histórico Roig de Ponent, publicado desde finales de los años ochenta por la Federación de Terres de Lleida de la JSC.